# Seznam památných stromů v okrese Benešov
Toto je seznam památných stromů v okrese Benešov, v němž jsou uvedeny památné stromy na území okresu Benešov.
| Název                                                        | Obrázek                  | Umístění                                                | Druh                                                    | Obvod [v cm] | Kód wikidata     | Galerie                                                                | Poznámka |
| ------------------------------------------------------------ | ------------------------ | ------------------------------------------------------- | ------------------------------------------------------- | --- | ---------------- | ---------------------------------------------------------------------- | --- |
| Durdická lípa                                                |                          | Arnoštovice 49°37′20″ s. š., 14°34′59″ v. d.            | lípa malolistá                                          | 535 | 104263 Q26789196 |                                                                        | V osadě Durdice, vedle kapličky, východní část návsi, u roubené stodoly. solitérní lípa velkého vzrůstu. V minulosti ošetřen, rozsáhlá otevřená dutina. |
| Jestřebická lípa                                             |                          | Arnoštovice 49°37′21″ s. š., 14°36′53″ v. d.            | lípa velkolistá                                         | 901 | 105375 Q26789819 |                                                                        | Za areálem zemědělského dvora v Jestřebicích. Nízký mohutný kmen se dělí na 4 kosterní větve, v úžlabí otevřená dutina, vitální, strom s největším obvodem kmene na benešovsku. |
| Pomněnické lípy                                              |                          | Benešov u Prahy 49°48′26″ s. š., 14°40′47″ v. d.        | lípa malolistá (2)                                      | & Chyba ve výrazu: Neočekávaný operátor / Chyba ve výrazu: Neočekávaný operátor / Chyba ve výrazu: Neočekávaný operátor / Chyba ve výrazu: Neočekávaný operátor / Chyba ve výrazu: Neočekávaný operátor / Chyba ve výrazu: Neočekávaný operátor / Chyba ve výrazu: Neočekávaný operátor / Chyba ve výrazu: Neočekávaný operátor / Chyba ve výrazu: Neočekávaný operátor / Chyba ve výrazu: Neočekávaný operátor / Chyba ve výrazu: Neočekávaný operátor / Chyba ve výrazu: Neočekávaný operátor / Chyba ve výrazu: Neočekávaný operátor / Chyba ve výrazu: Neočekávaný operátor / Chyba ve výrazu: Neočekávaný operátor / -1.0000-0 | 104268 Q26779909 | Kategorie „Pomněnické lípy“ na Wikimedia Commons                       | Stromy rostly v lese zvaném Tužinky nedaleko stejnojmenného potoka u kaple sv. Jana Nepomuckého, která však dnes již neexistuje. Z jednoho stromu zůstal trouchnivějící pařez obrostlý mechem. Druhý exemplář evidován již jen jako rozpadající se torzo kmene výšky cca 4 m, i to však později padlo. Z paty kmene vyrůstají poměrně mohutné výmladky. |
| Jírovec v Nechybě                                            |                          | Benešov u Prahy 49°46′10″ s. š., 14°44′19″ v. d.        | jírovec maďal                                           | 448 | 104839 Q26789428 | Kategorie „Jírovec v Nechybě“ na Wikimedia Commons                     | Před čp. 5 v osadě Nechyba u Boušic u silnice Benešov–Vlašim; stáří cca 250–300 let. |
| Voračické duby                                               |                          | Bezmíř 49°39′30″ s. š., 14°32′56″ v. d.                 | dub letní (9)                                           | & Chyba ve výrazu: Neočekávaný operátor / Chyba ve výrazu: Neočekávaný operátor / Chyba ve výrazu: Neočekávaný operátor / Chyba ve výrazu: Neočekávaný operátor / Chyba ve výrazu: Neočekávaný operátor / Chyba ve výrazu: Neočekávaný operátor / Chyba ve výrazu: Neočekávaný operátor / Chyba ve výrazu: Neočekávaný operátor / Chyba ve výrazu: Neočekávaný operátor / Chyba ve výrazu: Neočekávaný operátor / Chyba ve výrazu: Neočekávaný operátor / Chyba ve výrazu: Neočekávaný operátor / Chyba ve výrazu: Neočekávaný operátor / Chyba ve výrazu: Neočekávaný operátor / Chyba ve výrazu: Neočekávaný operátor / -1.0000-0 | 105827 Q26779922 | Kategorie „Voračické duby“ na Wikimedia Commons                        | V remízku jižně od Voračice |
| Duby u Sedliště (x)                                          |                          | Bělokozly 49°51′39″ s. š., 14°54′17″ v. d.              | dub letní (15)                                          | 400 | 104226           | Kategorie „Duby u Sedliště“ na Wikimedia Commons                       | 15 chráněných stromů (18 v řadě bez infotabule); 600 m JZ od dvora Sedliště, podél lesní cesty, okraj smrkového porostu. V databázi AOPK duplicitní s 103978. Stromy jsou v různé míře poškozeny bleskem, mají ulámané i silnější větve, některé ve větší míře trouchniví ve kmeni, byly nalezeny i plodnice sírovce žlutooranžového. |
| Javor – Sedliště †                                           |                          | Bělokozly 49°51′36″ s. š., 14°54′18″ v. d.              | javor klen                                              | 280 | 106011           |                                                                        | Navazuje na vyhlášené stromořadí 15 dubů letních. Při bouři v srpnu 2014 vyvrácen. |
| Památné stromy na Loretě                                     |                          | Bolina 49°41′0″ s. š., 14°55′42″ v. d.                  | trnovník akát (1) jírovec maďal (1) lípa malolistá (88) | & Chyba ve výrazu: Neočekávaný operátor / Chyba ve výrazu: Neočekávaný operátor / Chyba ve výrazu: Neočekávaný operátor / Chyba ve výrazu: Neočekávaný operátor / Chyba ve výrazu: Neočekávaný operátor / Chyba ve výrazu: Neočekávaný operátor / Chyba ve výrazu: Neočekávaný operátor / Chyba ve výrazu: Neočekávaný operátor / Chyba ve výrazu: Neočekávaný operátor / Chyba ve výrazu: Neočekávaný operátor / Chyba ve výrazu: Neočekávaný operátor / Chyba ve výrazu: Neočekávaný operátor / Chyba ve výrazu: Neočekávaný operátor / Chyba ve výrazu: Neočekávaný operátor / Chyba ve výrazu: Neočekávaný operátor / -1.0000-0 | 104218 Q26791071 | Kategorie „Památné stromy na Loretě“ na Wikimedia Commons              | Na návrší Loreta kolem kostelíka; památná sedmiřadá alej na poutním místě (celkem 90 stromů). Dnes zbylo již jen 86 lip – jedna pokácena, jedna spadla. Kolem vede cyklistická trasa 8175. |
| Vlčkovické duby                                              |                          | Broumovice 49°37′54″ s. š., 14°43′19″ v. d.             | dub letní (9)                                           | & Chyba ve výrazu: Neočekávaný operátor / Chyba ve výrazu: Neočekávaný operátor / Chyba ve výrazu: Neočekávaný operátor / Chyba ve výrazu: Neočekávaný operátor / Chyba ve výrazu: Neočekávaný operátor / Chyba ve výrazu: Neočekávaný operátor / Chyba ve výrazu: Neočekávaný operátor / Chyba ve výrazu: Neočekávaný operátor / Chyba ve výrazu: Neočekávaný operátor / Chyba ve výrazu: Neočekávaný operátor / Chyba ve výrazu: Neočekávaný operátor / Chyba ve výrazu: Neočekávaný operátor / Chyba ve výrazu: Neočekávaný operátor / Chyba ve výrazu: Neočekávaný operátor / Chyba ve výrazu: Neočekávaný operátor / -1.0000-0 | 105328 Q26791065 | Kategorie „Vlčkovické duby“ na Wikimedia Commons                       | Devět památných dubů roste na hrázi rybníka Dubový a na příjezdové komunikaci k rybníku a v zámeckém parku, na hranici přírodní památky Vlčkovice – Dubský rybník. Okolo vede červeně značená turistická stezka a naučná stezka Po stopách bitvy u Jankova. Obvod kmenů stromů se pohybuje mezi 300 cm a 495 cm. |
| Býkovická lípa (x)                                           |                          | Býkovice u Louňovic                                     | lípa                                                    | 238 | 104579           |                                                                        | Dosud nebyla vyhlášena |
| Čechtické lípy                                               |                          | Čechtice 49°37′36″ s. š., 15°2′34″ v. d.                | lípa malolistá (2)                                      | 300,211 | 104267 Q26779921 | Kategorie „Dvě lípy malolisté“ na Wikimedia Commons                    | U křížku při silnici do Vlašimi. |
| Dub u rybníka                                                |                          | Černé Budy 49°52′56″ s. š., 14°54′12″ v. d.             | dub letní                                               | 387 | 103933 Q26788965 | Kategorie „Dub u rybníka“ na Wikimedia Commons                         | Na hrázi bývalého rybníka v luhu poblíž biocentra USES v městě Sázava. Roste v hustém náletovém porostu, spodní větvové patro je téměř suché. |
| Jilm na Votočnici                                            |                          | Černé Budy 49°52′56″ s. š., 14°54′12″ v. d.             | jilm vaz                                                | 450 | 106246 Q73601787 | Kategorie „Jilm na Votočnici“ na Wikimedia Commons                     | V lužním háji ve svahu ochranné hrázky na Votočnici. |
| Lípa v Černých Budách                                        |                          | Černé Budy 49°52′34″ s. š., 14°53′40″ v. d.             | lípa malolistá                                          | 352 | 103934 Q26788968 | Kategorie „Lípa v Sázavě (Veletínská)“ na Wikimedia Commons            | V centru obce, u Veletínské ulice u domu čp. 84, na úpatí svahu. Má mohutné kořenové náběhy s výmladkem, který je v úrovni úžlabí srostlý s hlavním kmenem, kmen je deformovaný, ve výšce 2,5 m se dělí na 5 kosterních větví, nebezpečí praskliny, koruna rozložitá, přehoustlá, potřeba zdravotního řezu. |
| Lípy na Černých Budech                                       |                          | Černé Budy 49°52′30″ s. š., 14°53′58″ v. d.             | lípa malolistá (13)                                     | & Chyba ve výrazu: Neočekávaný operátor / Chyba ve výrazu: Neočekávaný operátor / Chyba ve výrazu: Neočekávaný operátor / Chyba ve výrazu: Neočekávaný operátor / Chyba ve výrazu: Neočekávaný operátor / Chyba ve výrazu: Neočekávaný operátor / Chyba ve výrazu: Neočekávaný operátor / Chyba ve výrazu: Neočekávaný operátor / Chyba ve výrazu: Neočekávaný operátor / Chyba ve výrazu: Neočekávaný operátor / Chyba ve výrazu: Neočekávaný operátor / Chyba ve výrazu: Neočekávaný operátor / Chyba ve výrazu: Neočekávaný operátor / Chyba ve výrazu: Neočekávaný operátor / Chyba ve výrazu: Neočekávaný operátor / -1.0000-0 | 103979 Q26779911 | Kategorie „13 lip malolistých (Sázava)“ na Wikimedia Commons           | Pod zámkem, 200 m od statku, nad požární zbrojnicí na dohled od červeně značené poutní cesty Blaník–Říp. Původně vyhlášeno 13 jedinců, dnes jich je pouze 11. |
| Jírovec v Černičí                                            |                          | Černičí 49°36′15″ s. š., 15°4′28″ v. d.                 | jírovec maďal                                           | 445 | 104212 Q26789168 |                                                                        | Starý, pěkně rostlý strom s výraznou korunou, patří k největším jírovcům na Podblanicku. V roce 2009 pozorována klíněnka jírovcová. V roce 2019 rozložitá koruna dělící se v krátkém úseku, několik zlomů, směrem k rybníčku zakrácené větve, na kmeni dutina se silným kalusem, při její bázi nalezeny staré plodnice lupenaté houby, nad dutinou až do koruny reakční dřevo. |
| Čeřenický habr †                                             |                          | Čeřenice 49°50′5″ s. š., 14°54′52″ v. d.                | habr obecný                                             | & Chyba ve výrazu: Neočekávaný operátor / Chyba ve výrazu: Neočekávaný operátor / Chyba ve výrazu: Neočekávaný operátor / Chyba ve výrazu: Neočekávaný operátor / Chyba ve výrazu: Neočekávaný operátor / Chyba ve výrazu: Neočekávaný operátor / Chyba ve výrazu: Neočekávaný operátor / Chyba ve výrazu: Neočekávaný operátor / Chyba ve výrazu: Neočekávaný operátor / Chyba ve výrazu: Neočekávaný operátor / Chyba ve výrazu: Neočekávaný operátor / Chyba ve výrazu: Neočekávaný operátor / Chyba ve výrazu: Neočekávaný operátor / Chyba ve výrazu: Neočekávaný operátor / Chyba ve výrazu: Neočekávaný operátor / -1.0000-0 | 105130 Q74542663 |                                                                        | U domu č. 41. Zanikl kolem roku 1990. Ochrana zrušena oficiálně nebyla. Podle něj dostala jméno studánka, které se na místě nachází. Strom stál v místě, kde podle pověsti zapíchl žíznivý opat Prokop svou habrovou hůl. V roce 2015 byl na místě pařez ze kterého vyrůstal již silný kořenový výmladek, do pařezu někdo zasadil barvínek. |
| Čejkovický troják                                            |                          | Český Šternberk 49°48′15″ s. š., 14°56′32″ v. d.        | dub letní                                               | 630 | 104266 Q26789198 | Kategorie „Čejkovický troják“ na Wikimedia Commons                     | Severně od Čejkovic, v louce u Sázavy. Dub vyrůstá z jednoho kmene, který je jen 0,5 m vysoký. V této výšce se dělí na tři větve. Dále se větví až v 8 m. Obvod v 1,3 m: dvojkmen po odlomení 1 kmenu 3,90 m a 3,26 m. V ÚSOP veden mylně jako zaniklý. |
| Bedřichovická lípa                                           |                          | Čestín u Jankova 49°40′44″ s. š., 14°46′30″ v. d.       | lípa velkolistá                                         | 448 | 105823 Q26790397 | Kategorie „Bedřichovická lípa“ na Wikimedia Commons                    | Na severním okraji sídla Bedřichovice na vyvýšené zatravněné mezi. Mohutný vzrostlý strom s rozložitou korunou. Koruna je symetrická, zavětvená až k zemi, kmen nižší s mohutnými kořenovými náběhy. Zdravotní stav dobrý, na bázi tlakové větvení a poškození kosterní větve, které je zavaleno kalusem. |
| Lípa ve Čtyřkolech                                           |                          | Čtyřkoly 49°51′56″ s. š., 14°42′47″ v. d.               | lípa malolistá                                          | 378 | 104229 Q26789178 | Kategorie „Lípa ve Čtyřkolech“ na Wikimedia Commons                    | U silničního propustku u řeky Sázavy nedaleko čp. 89 a chaty 0125. |
| Lípy u křížku v Javorníku                                    |                          | Čtyřkoly 49°52′22″ s. š., 14°43′31″ v. d.               | lípa malolistá (4)                                      | & Chyba ve výrazu: Neočekávaný operátor / Chyba ve výrazu: Neočekávaný operátor / Chyba ve výrazu: Neočekávaný operátor / Chyba ve výrazu: Neočekávaný operátor / Chyba ve výrazu: Neočekávaný operátor / Chyba ve výrazu: Neočekávaný operátor / Chyba ve výrazu: Neočekávaný operátor / Chyba ve výrazu: Neočekávaný operátor / Chyba ve výrazu: Neočekávaný operátor / Chyba ve výrazu: Neočekávaný operátor / Chyba ve výrazu: Neočekávaný operátor / Chyba ve výrazu: Neočekávaný operátor / Chyba ve výrazu: Neočekávaný operátor / Chyba ve výrazu: Neočekávaný operátor / Chyba ve výrazu: Neočekávaný operátor / -1.0000-0 | 104228 Q26779907 | Kategorie „Lípy u křížku v Javorníku“ na Wikimedia Commons             | Při severním okraji osady Javorník, v blízkosti řeky a mostku přes potok u křížku a zvoničky. Kolem vede červeně značená turistická stezka. |
| Jasan ve Vraždových Lhoticích                                |                          | Dolní Kralovice 49°38′35″ s. š., 15°10′41″ v. d.        | jasan ztepilý                                           | 652 | 104264 Q26789197 |                                                                        | V zahradě zámečku Vraždovy Lhotice. Kolem vede cyklistická trasa 0083. V roce 2010 byla v ráně po odříznuté silnější větvi zaznamenána plodnice sírovce žlutooranžového, jinak zdravotní stav dobrý, suchých pouze několik menších větví. |
| Babyka u hájovny                                             |                          | Domašín 49°42′57″ s. š., 14°50′15″ v. d.                | javor babyka                                            | 380 | 105556 Q26790131 | Kategorie „Babyka u hájovny“ na Wikimedia Commons                      | V zahradě bývalé hájovny u zeleně značené turistické stezky. Téměř od země dvoják, mohutné kosterní větve, silně obrostlá také již starým břečťanem. |
| Drahňovický smrk 1                                           |                          | Drahňovice 49°49′44″ s. š., 14°55′9″ v. d.              | smrk ztepilý                                            | 368 | 104262 Q26789195 |                                                                        | Na břehu Křešického potoka, přibližně 100 metrů na JZ od modře značené turistické stezky. Vysoký strom, asi do poloviny výšky vyvětvený (dříve rostl v porostu). Téměř v celé délce kmene asi v jedné čtvrtině obvodu je růstová deprese způsobená hnilobou – tento stav je uváděn již z roku 1995. |
| Drahňovický smrk 2 †                                         |                          | Drahňovice                                              | smrk ztepilý                                            | 310 | 104261           |                                                                        | V bočním údolí přítoku Křešického potoka v porostní skupině 001 d2. 100 m od soutoku u lesní cesty. Pokácen neznámo kdy z důvodu špatného zdravotního stavu. Památný strom zrušen k 26. dubnu 1995. |
| Lípa v Dunicích                                              |                          | Dunice 49°36′12″ s. š., 15°9′11″ v. d.                  | lípa malolistá                                          | 475 | 105146 Q26789702 | Kategorie „Lípa v Dunicích“ na Wikimedia Commons                       | V obci na návsi u kapličky. Koruna po ošetření, patrně redukována, v minulosti zakráceny větve sahající ke kapličce, kmen zdravý s mohutnými náběhy. |
| Smrk ztepilý †                                               |                          | Chocerady                                               | smrk ztepilý                                            | 346 | 105051           |                                                                        | V údolí potoka, jihovýchodně od Komorního Hrádku. Dříve nejvyšší smrk ve středním Posázaví. Strom byl z důvodu špatného zdravotního stavu pokácen a ochrana zrušena k 26. dubnu 1995. |
| Platan u zámku v Chotýšanech                                 |                          | Chotýšany 49°44′39″ s. š., 14°48′53″ v. d.              | platan javorolistý                                      | 472 | 105352 Q26789802 | Kategorie „Platan u zámku v Chotýšanech“ na Wikimedia Commons          | V jihovýchodním rohu oplocení zámku. Strom patří mezi nejstarší svého druhu na Benešovsku. Nejmohutnější kosterní větev ze tří odumřelá i s částí kmene, na zbývajících se vyskytují dutiny, jinak jsou vitální. |
| Odlochovický kaštan                                          |                          | Jankov 49°37′19″ s. š., 14°45′42″ v. d.                 | jírovec maďal                                           | 411 | 106003 Q26790615 | Kategorie „Odlochovický kaštan“ na Wikimedia Commons                   | Jihozápadně od obce u polní cesty vedoucí do Podolí před rozcestím, kde rostou 2 lípy a stojí křížek. Krajinná dominanta, rozložitá mírně asymetrická koruna, kalusující rány po odstraněných větvích, několik zlomů, vitalita velmi dobrá, je pod ním lavička. |
| Památný dub rodu Šimků z Věřic                               |                          | Jezero 49°47′5″ s. š., 14°46′17″ v. d.                  | dub letní                                               | 380 | 104612 Q26789280 | Kategorie „Památný dub rodu Šimků z Věřic“ na Wikimedia Commons        | V zahradě u čp. 7 v obci Věřice. Dle záznamů vysazen roku 1848 na počest zvolení Jana Šimka, rychtáře z Věřic, do sněmu českého. |
| Jírovická hrušeň †                                           |                          | Jírovice                                                | hrušeň obecná                                           | & Chyba ve výrazu: Neočekávaný operátor / Chyba ve výrazu: Neočekávaný operátor / Chyba ve výrazu: Neočekávaný operátor / Chyba ve výrazu: Neočekávaný operátor / Chyba ve výrazu: Neočekávaný operátor / Chyba ve výrazu: Neočekávaný operátor / Chyba ve výrazu: Neočekávaný operátor / Chyba ve výrazu: Neočekávaný operátor / Chyba ve výrazu: Neočekávaný operátor / Chyba ve výrazu: Neočekávaný operátor / Chyba ve výrazu: Neočekávaný operátor / Chyba ve výrazu: Neočekávaný operátor / Chyba ve výrazu: Neočekávaný operátor / Chyba ve výrazu: Neočekávaný operátor / Chyba ve výrazu: Neočekávaný operátor / -1.0000-0 | 105048           |                                                                        | Rostla v zahradě domu čp. 51. Strom byl pokácen z důvodu špatného zdravotního stavu. Ochrana zrušena k 25. lednu 1995. |
| Dub u Kamberka                                               |                          | Kamberk 49°35′41″ s. š., 14°49′16″ v. d.                | dub letní                                               | 370 | 105908 Q26790529 |                                                                        | V polích západně od obce. Soliterní jedinec, dvě kosterní větve, zdravý, odumřelé pahýly (věšáky) po neodborně uřezaných větvích, na jednom z nich zárodek plodnice dřevokazné houby, je na něm stará tabulka Strom chráněný státem, u něj křížek na paměť rodu Jenšíků. |
| Maďal v Hrajovicích                                          |                          | Kamberk 49°36′31″ s. š., 14°50′58″ v. d.                | jírovec maďal                                           | 374 | 104241 Q26789183 |                                                                        | Na návsi v Hrajovicích. Okolo vede červeně značená turistická stezka. Má mohutné kořenové náběhy, nízkou a širokou korunu. Napaden klíněnkou. V roce 2015 obvodově redukovaná koruna, ve vrcholu silně prosychá, má mohutné široce rozložité kořenové náběhy místy poškozené, snížená vitalita. |
| Dub letní na poli k Olešné                                   |                          | Kondrac 49°39′48″ s. š., 14°52′18″ v. d.                | dub letní                                               | 486 | 104220 Q26789174 |                                                                        | Význačná solitera rostoucí uprostřed velkého komplexu orné půdy na lokalitě zvané „K Olešné“. Strom má korunu rozvinutou do všech směrů. Hraniční strom pozemků. |
| Trnovník akát v Krasovicích †                                |                          | Kondrac 49°39′26″ s. š., 14°53′48″ v. d.                | trnovník akát                                           | 392 | 104234 Q26789182 |                                                                        | U stodoly zemědělské usedlosti čp. 59 v osadě Krasovice. Význačný strom s mírně asymetricky rozvinutou korunou. Ochrana zrušena 17. června 2020. |
| Buk v Křivsoudově                                            |                          | Křivsoudov 49°38′9″ s. š., 15°5′18″ v. d.               | buk lesní                                               | 303 | 104207 Q26789162 |                                                                        | Solitérní jedinec s velkou převislou korunou, dominanta hřbitova. V roce 2019 pozorovány obnažené kořenové náběhy, v koruně několik ulomených větví a vazby. |
| Lípy v Křivsoudově                                           |                          | Křivsoudov 49°38′6″ s. š., 15°5′10″ v. d.               | lípa malolistá (3)                                      | & Chyba ve výrazu: Neočekávaný operátor / Chyba ve výrazu: Neočekávaný operátor / Chyba ve výrazu: Neočekávaný operátor / Chyba ve výrazu: Neočekávaný operátor / Chyba ve výrazu: Neočekávaný operátor / Chyba ve výrazu: Neočekávaný operátor / Chyba ve výrazu: Neočekávaný operátor / Chyba ve výrazu: Neočekávaný operátor / Chyba ve výrazu: Neočekávaný operátor / Chyba ve výrazu: Neočekávaný operátor / Chyba ve výrazu: Neočekávaný operátor / Chyba ve výrazu: Neočekávaný operátor / Chyba ve výrazu: Neočekávaný operátor / Chyba ve výrazu: Neočekávaný operátor / Chyba ve výrazu: Neočekávaný operátor / -1.0000-0 | 104219 Q26779918 | Kategorie „Lípy v Křivsoudově“ na Wikimedia Commons                    | Tři památné lípy rostly před kostelem u cyklistické trasy 0083. V roce 2017 byla odumřelá spodní lípa z bezpečnostních důvodů odstraněna. |
| Dub letní v Křížovské Lhotě                                  |                          | Křížov pod Blaníkem 49°38′29″ s. š., 14°53′31″ v. d.    | dub letní                                               | 357 | 104245 Q26789184 | Kategorie „Dub letní v Křížovské Lhotě“ na Wikimedia Commons           | V obci Křížov v části zvané Křížovská Lhota u čp. 8. Význačná solitera s všesměrně rozvinutou vysokou korunou. |
| Dub v Křížovské Lhotě (x)                                    |                          | Křížov pod Blaníkem                                     | dub letní                                               | 284 | 104584           |                                                                        | Dosud nebyl vyhlášen |
| Karhulské lípy (x)                                           |                          | Křížov pod Blaníkem                                     | ?                                                       | & Chyba ve výrazu: Neočekávaný operátor / Chyba ve výrazu: Neočekávaný operátor / Chyba ve výrazu: Neočekávaný operátor / Chyba ve výrazu: Neočekávaný operátor / Chyba ve výrazu: Neočekávaný operátor / Chyba ve výrazu: Neočekávaný operátor / Chyba ve výrazu: Neočekávaný operátor / Chyba ve výrazu: Neočekávaný operátor / Chyba ve výrazu: Neočekávaný operátor / Chyba ve výrazu: Neočekávaný operátor / Chyba ve výrazu: Neočekávaný operátor / Chyba ve výrazu: Neočekávaný operátor / Chyba ve výrazu: Neočekávaný operátor / Chyba ve výrazu: Neočekávaný operátor / Chyba ve výrazu: Neočekávaný operátor / -1.0000-0 | 104578           |                                                                        | Dvě lípy, status památných stromů dosud nevydán (?) |
| Karhulské lípy 2 (x)                                         |                          | Křížov pod Blaníkem                                     | ?                                                       | & Chyba ve výrazu: Neočekávaný operátor / Chyba ve výrazu: Neočekávaný operátor / Chyba ve výrazu: Neočekávaný operátor / Chyba ve výrazu: Neočekávaný operátor / Chyba ve výrazu: Neočekávaný operátor / Chyba ve výrazu: Neočekávaný operátor / Chyba ve výrazu: Neočekávaný operátor / Chyba ve výrazu: Neočekávaný operátor / Chyba ve výrazu: Neočekávaný operátor / Chyba ve výrazu: Neočekávaný operátor / Chyba ve výrazu: Neočekávaný operátor / Chyba ve výrazu: Neočekávaný operátor / Chyba ve výrazu: Neočekávaný operátor / Chyba ve výrazu: Neočekávaný operátor / Chyba ve výrazu: Neočekávaný operátor / -1.0000-0 | 104573           |                                                                        | Dvě lípy, status památných stromů dosud nevydán (?) |
| Lípy u Křížova (x)                                           |                          | Křížov pod Blaníkem 49°37′40″ s. š., 14°54′11″ v. d.    | lípa srdčitá                                            | & Chyba ve výrazu: Neočekávaný operátor / Chyba ve výrazu: Neočekávaný operátor / Chyba ve výrazu: Neočekávaný operátor / Chyba ve výrazu: Neočekávaný operátor / Chyba ve výrazu: Neočekávaný operátor / Chyba ve výrazu: Neočekávaný operátor / Chyba ve výrazu: Neočekávaný operátor / Chyba ve výrazu: Neočekávaný operátor / Chyba ve výrazu: Neočekávaný operátor / Chyba ve výrazu: Neočekávaný operátor / Chyba ve výrazu: Neočekávaný operátor / Chyba ve výrazu: Neočekávaný operátor / Chyba ve výrazu: Neočekávaný operátor / Chyba ve výrazu: Neočekávaný operátor / Chyba ve výrazu: Neočekávaný operátor / -1.0000-0 | 104582           |                                                                        | Dvě památné lípy u křížku u silnice Křížov–Načeradec, před samotou Volavka; dosud nebyly vyhlášeny. |
| Maďal u Lesáků (x)                                           |                          | Křížov pod Blaníkem                                     | jírovec maďal                                           | 369 | 104583           |                                                                        | Dosud nebyl vyhlášen |
| Mléč v Křížové Lhotě (x)                                     |                          | Křížov pod Blaníkem                                     | javor mléč                                              | 260 | 104585           |                                                                        | V obci proti čp. 19; dosud nebyl vyhlášen |
| Lípy v Libouni                                               |                          | Libouň 49°38′3″ s. š., 14°49′12″ v. d.                  | lípa velkolistá (1) lípa malolistá (1)                  | 420,480 | 104237 Q12034736 | Kategorie „Lípy v Libouni“ na Wikimedia Commons                        | Silně nakloněné lípy s kulovitou korunou rostou u románské rotundy v obci. Kolem vede červeně značená turistická stezka a cyklistická trasa 112. Stromy jsou vysoké přibližně 15 metrů, s částečně obnaženými kořeny a dutinami, které byly v roce 2013 zastřešeny štípaným šindelem. |
| 3 lípy srdčité u kostela v Louňovicích pod Blaníkem          |                          | Louňovice pod Blaníkem 49°38′14″ s. š., 14°50′51″ v. d. | lípa malolistá (3)                                      | & Chyba ve výrazu: Neočekávaný operátor / Chyba ve výrazu: Neočekávaný operátor / Chyba ve výrazu: Neočekávaný operátor / Chyba ve výrazu: Neočekávaný operátor / Chyba ve výrazu: Neočekávaný operátor / Chyba ve výrazu: Neočekávaný operátor / Chyba ve výrazu: Neočekávaný operátor / Chyba ve výrazu: Neočekávaný operátor / Chyba ve výrazu: Neočekávaný operátor / Chyba ve výrazu: Neočekávaný operátor / Chyba ve výrazu: Neočekávaný operátor / Chyba ve výrazu: Neočekávaný operátor / Chyba ve výrazu: Neočekávaný operátor / Chyba ve výrazu: Neočekávaný operátor / Chyba ve výrazu: Neočekávaný operátor / -1.0000-0 | 104235 Q26779916 |                                                                        | Po stranách před vstupem do Kostela Nanebevzetí Panny Marie. Po lipami začíná zeleně značená poutní cesta Blaník–Říp. Okolo vedou i cyklotrasy 101 a 321. Koruny dvou jedinců všestranně rozvinuté, třetí lípa s korunou upravenou řezem do asymetrického tvaru. |
| Alej u Podlouňovického mlýna                                 |                          | Louňovice pod Blaníkem 49°38′33″ s. š., 14°51′9″ v. d.  | jilm habrolistý (1) lípa malolistá (9)                  | & Chyba ve výrazu: Neočekávaný operátor / Chyba ve výrazu: Neočekávaný operátor / Chyba ve výrazu: Neočekávaný operátor / Chyba ve výrazu: Neočekávaný operátor / Chyba ve výrazu: Neočekávaný operátor / Chyba ve výrazu: Neočekávaný operátor / Chyba ve výrazu: Neočekávaný operátor / Chyba ve výrazu: Neočekávaný operátor / Chyba ve výrazu: Neočekávaný operátor / Chyba ve výrazu: Neočekávaný operátor / Chyba ve výrazu: Neočekávaný operátor / Chyba ve výrazu: Neočekávaný operátor / Chyba ve výrazu: Neočekávaný operátor / Chyba ve výrazu: Neočekávaný operátor / Chyba ve výrazu: Neočekávaný operátor / -1.0000-0 | 104242 Q26790974 |                                                                        | 10 památných stromů roste podél silnice Vlašim–Louňovice v zatáčce u bývalého Podlouňovického mlýna. Po komunikaci vede cyklistická trasa 101. Jedná se vesměs o mohutné a význačné jedince. Po jedné z lip zbyl pouze pařez. Druhá lípa ve směru od Louňovic se zlomila při vichřici 14. května 2007; torzo vysoké cca 4 metry ponecháno na místě. Poslední v řadě stromů před mostem přes Blanici vpravo při pohledu od Louňovic má odlomenou kosterní větev, nahnutý kmen a asymetrickou korunu.  |
| Dub v Rejkovicích (x)                                        |                          | Louňovice pod Blaníkem 49°37′4″ s. š., 14°51′34″ v. d.  | dub letní                                               | 272 | 104576           |                                                                        | Dosud nebyl vyhlášen. |
| Jilm u Podlouňovického mlýna (x)                             |                          | Louňovice pod Blaníkem                                  | jilm habrolistý                                         | 220 | 104572           |                                                                        | Za areálem zemědělského dvora |
| Lípa v Olešné                                                |                          | Louňovice pod Blaníkem 49°39′33″ s. š., 14°52′6″ v. d.  | lípa malolistá                                          | 685 | 104259 Q26789192 |                                                                        | U statku Olešná, při silnici na Kondrac, vysazena u původní tvrze Olešná. Mohutný dutý terminální kmen, dutiny po celém kmeni. Na kmeni velká boule. Strom je částečně ošetřen. V roce 1994 byly zastřešeny dutiny. |
| Lípa v Rejkovicích (x)                                       |                          | Louňovice pod Blaníkem                                  | lípa malolistá                                          | 240 | 104575           |                                                                        | Dosud nebyla vyhlášena |
| Smrk Velký Mnich v kapli Sv. Máří Magdalény na Malém Blaníku |                          | Louňovice pod Blaníkem 49°37′51″ s. š., 14°51′51″ v. d. | smrk ztepilý                                            | 336 | 104233 Q11879010 | Kategorie „Smrk Velký Mnich“ na Wikimedia Commons                      | Strom roste na vrcholu Malého Blaníku, v ruinách kaple sv. Maří Magdaleny. K místu vede červeně značená turistická stezka a naučná stezka Malý Blaník – Podlesí. Jedinec s plně rozvinutým habitem díky poloze uprostřed zřícené kaple. |
| Lípa u kostela v Maršovicích                                 |                          | Maršovice u Benešova 49°42′43″ s. š., 14°33′45″ v. d.   | lípa malolistá                                          | 321 | 104929 Q26789549 | Kategorie „Lípa u kostela (Maršovice)“ na Wikimedia Commons            | Dominanta obce rostoucí severozápadně od Kostela Zvěstování Panny Marie u vnější strany hřbitovní zdi. Pravidelná koruna, dvě kosterní větve v úžlabí s kapsou, instalována bezpečnostní vazba. |
| Nezdický dub                                                 |                          | Martinice u Votic 49°38′17″ s. š., 14°34′3″ v. d.       | dub letní                                               | 360 | 104209 Q26789164 | Kategorie „Nezdický dub“ na Wikimedia Commons                          | V roce 2004 byly odstraněny suché a poškozené větve a výmladky. Dub roste v sídle Nezdice u hospodářské usedlosti čp.5. |
| Brtnický dub 1 (x)                                           |                          | Měchnov                                                 | dub letní                                               | 440 | 104240           |                                                                        | U bývalé cesty do Měchnova u polesí |
| Brtnický dub 2 (x)                                           |                          | Měchnov                                                 | dub letní                                               | 629 | 104239           |                                                                        | Ve výšce 1,5 m nad zemí se větví a v tomto místě zahnívá. Pokud by se tato odbočující větev odstranila, dub by možná vydržel. Okolo je nepořádek, chybí označení. Podrost Vinca minor. S od Brtnického rybníka |
| Duby u Měchnova                                              |                          | Měchnov 49°48′4″ s. š., 14°54′18″ v. d.                 | dub letní (2)                                           | 585,505 | 104258 Q26779906 | Kategorie „Duby u Měchnova“ na Wikimedia Commons                       | U silnice Divišov–Šternov po které vede cyklotrasa 0072. Jeden dub má malebný terminální kmen a široce rozloženou korunou, druhý s nízkým kmenem. |
| Mladovická lípa                                              |                          | Mladovice 49°42′33″ s. š., 14°45′22″ v. d.              | lípa malolistá                                          | 556 | 104253 Q26789189 | Kategorie „Mladovická lípa“ na Wikimedia Commons                       | U bývalého dvora čp. 1. Strom s terminální souměrnou prořezávanou korunou. Kmen má dutý. |
| Jilm v Mokré Lhotě                                           |                          | Mokrá Lhota 49°44′59″ s. š., 14°41′32″ v. d.            | jilm vaz                                                | 278 | 104613 Q26789282 | Kategorie „Jilm v Mokré Lhotě“ na Wikimedia Commons                    | Před domem čp. 36 ve středu obce. Vyvětvený kmen, v místech řezů odstraňované výmladky, místy menší dutiny, koruna v dobrém stavu, směrem do svahu silné kořenové náběhy. |
| Čerčanské duby                                               |                          | Mrač 49°50′26″ s. š., 14°42′27″ v. d.                   | dub letní (6)                                           | 346, 380, 432, 436, 437, 448 | 104265 Q26779904 | Kategorie „Čerčanské duby“ na Wikimedia Commons                        | U hájenky u cesty na Soběhrdy, na hrázi bývalého rybníka. |
| Dub u rybníka Louňov                                         |                          | Načeradec 49°36′35″ s. š., 14°52′14″ v. d.              | dub letní                                               | 414 | 104232 Q26789181 | Kategorie „Dub u rybníka Louňov“ na Wikimedia Commons                  | Uprostřed hráze rybníka Louňov na vzdušné straně. Význačný mohutný strom ve stromořadí dalších dubů na hrázi rybníka. Vyniká mezi ostatními věkem a vzrůstem. |
| Lípa v Načeradci                                             |                          | Načeradec 49°36′36″ s. š., 14°54′25″ v. d.              | lípa malolistá                                          | 475 | 104210 Q26789165 | Kategorie „Lípa v Načeradci“ na Wikimedia Commons                      | V areálu Dětského výchovného ústavu na dohled od zeleně značené turistické stezky. |
| Javor u kostela                                              |                          | Nesvačily u Bystřice 49°44′4″ s. š., 14°38′7″ v. d.     | javor klen                                              | 272 | 104217 Q26789173 | Kategorie „Javor u kostela“ na Wikimedia Commons                       | Strom roste u vnější strany severní zdi hřbitova obklopujícího kostel v Nesvačilech. V roce 2003 proběhla zdravotní prořezávka suchých a poškozených větví. |
| Aichelburgova lípa                                           |                          | Neustupov 49°37′15″ s. š., 14°41′40″ v. d.              | lípa malolistá                                          | 438 | 105473 Q26790055 |                                                                        | Severně od obce Neustupov na vyvýšeném zatravněném místě. Mohutný vzrostlý strom s rozložitou, pravidelnou korunou, který tvoří dominantu krajiny. |
| Kaplířova lípa                                               |                          | Neustupov 49°36′57″ s. š., 14°41′48″ v. d.              | lípa velkolistá                                         | 758 | 104257 Q12028065 | Kategorie „Kaplířova lípa“ na Wikimedia Commons                        | Na nádvoří renesančního zámku Neustupov. Strom je pojmenovaný na počest Kašpara Kaplíře ze Sulevic. Mohutný, vysoko vyvětvený dvoják, větve kdysi stažené, nyní se zařízlými obručemi, část dutiny ve kmeni je zakryta laminátem. Mohutná koruna s drobnými větévkami až na konci hlavních větví. Kaplířova lípa je největší lípou velkolistou ve středních Čechách. |
| Dub v Tloskově                                               |                          | Neveklov 49°45′40″ s. š., 14°31′29″ v. d.               | dub letní                                               | 550 | 104256 Q26789191 | Kategorie „Dub letní (Neveklov)“ na Wikimedia Commons                  | Na rozcestí za špýcharem u červeně značené turistické stezky. Dutina v úžlabí vzniklá po odlomení větve při zásahu bleskem je zakrytá stříškou. |
| Dub u Tloskova                                               |                          | Neveklov 49°45′47″ s. š., 14°31′32″ v. d.               | dub letní                                               | 716 | 104230 Q26789179 | Kategorie „Dub u Tloskova“ na Wikimedia Commons                        | U cesty za hospodářskými budovami zámku. Strom s mohutnými náběhy s velkou dutinou ve kmeni směrem k louce, koruna mírně prosychá. |
| Duby na Tloskově                                             |                          | Neveklov 49°45′31″ s. š., 14°31′14″ v. d.               | dub letní (5)                                           | & Chyba ve výrazu: Neočekávaný operátor / Chyba ve výrazu: Neočekávaný operátor / Chyba ve výrazu: Neočekávaný operátor / Chyba ve výrazu: Neočekávaný operátor / Chyba ve výrazu: Neočekávaný operátor / Chyba ve výrazu: Neočekávaný operátor / Chyba ve výrazu: Neočekávaný operátor / Chyba ve výrazu: Neočekávaný operátor / Chyba ve výrazu: Neočekávaný operátor / Chyba ve výrazu: Neočekávaný operátor / Chyba ve výrazu: Neočekávaný operátor / Chyba ve výrazu: Neočekávaný operátor / Chyba ve výrazu: Neočekávaný operátor / Chyba ve výrazu: Neočekávaný operátor / Chyba ve výrazu: Neočekávaný operátor / -1.0000-0 | 104255 Q26779901 | Kategorie „Skupina dubů letních (Neveklov)“ na Wikimedia Commons       | V blízkosti tloskovické bažantnice. |
| Lípy u kapličky v Nové Vsi u Postupic                        |                          | Nová Ves u Postupic 49°42′51″ s. š., 14°44′22″ v. d.    | lípa malolistá (2)                                      | 255,267 | 105367 Q26779899 | Kategorie „Lípy u kapličky v Nové Vsi u Postupic“ na Wikimedia Commons | Dvě památné lípy rostou v obci u kapličky čp. 1. Lípa nalevo od kapličky má 3 hlavní větve, sekundární korunu, neprosychá, ve kmeni na poklep dutina pod úžlabím, kmen bez mechanického poškození. Lípa napravo od kapličky má sekundární korunu, 2 hlavní větve, tvoří tlakovou vidlici, neprosychá, v koruně drobné suché pahýly, kmen bez poškození, výrazné kořenové náběhy. Spon 3 m. Okolí upraveno jako zahrádka s rybníčkem. Přibližně před 50 lety proveden hluboký řez koruny obou stromů. |
| Odlochovický dub                                             |                          | Odlochovice 49°37′18″ s. š., 14°45′33″ v. d.            | dub zimní                                               | 530 | 106083 Q26790722 | Kategorie „Odlochovický dub“ na Wikimedia Commons                      | V bloku orné půdy nad rybníkem Hlejšovec, jihozápadně od sídla Odlochovice. Mohutný vzrostlý strom s rozložitou korunou, krajinná dominanta. V září 2013 zaznamenána plodnice sírovce pod úžlabím tří kosterních větví. Na kmeni zahojená prasklina ústící při bázi do dutiny. |
| Lípa v Městečku u Kramperova mlýna                           |                          | Olbramovice u Votic 49°40′10″ s. š., 14°38′35″ v. d.    | lípa malolistá                                          | 570 | 104254 Q26789190 | Kategorie „Lípa v Městečku u Kramperova mlýna“ na Wikimedia Commons    | U Kramperova mlýna č. 11, u zemské linecké cesty. V minulosti provedeno vázání stromu, jedno prasklé. Prořezání suchých větví. Nízký kmen se dělí téměř z jednoho místa na několik kosterních větví, kořenové náběhy, směrem k domu obnažené kořeny s drobnými poraněními, vitální. V roce 2014 provedeno ošetření stromu – mírná obvodová redukce koruny, instalace podkladnicových a pružných vazeb.                                                                                               |
| Smrk ztepilý †                                               |                          | Petrovice u Miličína                                    | smrk ztepilý                                            | & Chyba ve výrazu: Neočekávaný operátor / Chyba ve výrazu: Neočekávaný operátor / Chyba ve výrazu: Neočekávaný operátor / Chyba ve výrazu: Neočekávaný operátor / Chyba ve výrazu: Neočekávaný operátor / Chyba ve výrazu: Neočekávaný operátor / Chyba ve výrazu: Neočekávaný operátor / Chyba ve výrazu: Neočekávaný operátor / Chyba ve výrazu: Neočekávaný operátor / Chyba ve výrazu: Neočekávaný operátor / Chyba ve výrazu: Neočekávaný operátor / Chyba ve výrazu: Neočekávaný operátor / Chyba ve výrazu: Neočekávaný operátor / Chyba ve výrazu: Neočekávaný operátor / Chyba ve výrazu: Neočekávaný operátor / -1.0000-0 | 105050           |                                                                        | Rostl v polích severně od Kahlovic. Strom z důvodu špatného zdravotního stavu pokácen a status památného stromu následně zrušen 26. dubna 1995. |
| Postupická lípa 1                                            | Zbývající lípa u kostela | Postupice 49°43′37″ s. š., 14°46′39″ v. d.              | lípa malolistá (2) lípa velkolistá (1)                  | & Chyba ve výrazu: Neočekávaný operátor / Chyba ve výrazu: Neočekávaný operátor / Chyba ve výrazu: Neočekávaný operátor / Chyba ve výrazu: Neočekávaný operátor / Chyba ve výrazu: Neočekávaný operátor / Chyba ve výrazu: Neočekávaný operátor / Chyba ve výrazu: Neočekávaný operátor / Chyba ve výrazu: Neočekávaný operátor / Chyba ve výrazu: Neočekávaný operátor / Chyba ve výrazu: Neočekávaný operátor / Chyba ve výrazu: Neočekávaný operátor / Chyba ve výrazu: Neočekávaný operátor / Chyba ve výrazu: Neočekávaný operátor / Chyba ve výrazu: Neočekávaný operátor / Chyba ve výrazu: Neočekávaný operátor / -1.0000-0 | 104252 Q26779898 | Kategorie „Lípa malolistá u kostela v Postupici“ na Wikimedia Commons  | V obci u kostela sv. Martina. Kolem vedou zeleně a žlutě značené turistické stezky a cyklotrasa 0069. Původně na místě rostly stromy tři. V současné době 2 lípy již neexistují – rozhodnutí o zrušení jejich ochrany nebylo doručeno. Zbývající strom má mohutnou, plochou korunu. V roce 1999 byly ze stromu odebrány rouby. Lípy byla poškozena vichřicí v roce 2000. |
| Borovice těžká v Pyšelích                                    |                          | Pyšely 49°52′10″ s. š., 14°41′32″ v. d.                 | borovice žlutá                                          | 315 | 104227 Q26789177 | Kategorie „Borovice těžká v Pyšelích“ na Wikimedia Commons             | V zahradě u čp. 210 v ulici Na ohradě. |
| Sekvojovce v Ratměřicích                                     |                          | Ratměřice 49°38′39″ s. š., 14°45′34″ v. d.              | sekvojovec obrovský (2)                                 | 492,504 | 104221 Q12051340 | Kategorie „Sekvojovce v Ratměřicích“ na Wikimedia Commons              | Stromy rostou v zámeckém parku v Ratměřicích. Při posledním měření měly výšku 40 metrů. Jeden exemplář s průběžným kmenem, na bázi koruny několik suchých větví. Druhý je dvoják s tlakovou vidlicí, jištěnou před rozlomením již dvěma pevnými vrtanými vazbami. |
| Dub ve Vestci                                                |                          | Samechov 49°52′16″ s. š., 14°50′34″ v. d.               | dub letní                                               | 395 | 104260 Q26789193 | Kategorie „Dub u hájenky (Samechov)“ na Wikimedia Commons              | Na okraji lesa u lesní cesty po které vede žlutě značená turistická stezka u hájenky ev. č. 74 na samotě Vestec. |
| Lípy u kaple Sv. Kříže                                       |                          | Sázava 49°52′24″ s. š., 14°54′14″ v. d.                 | lípa malolistá                                          | 610 | 104874 Q26779912 | Kategorie „Lípy u kaple Svatého Kříže“ na Wikimedia Commons            | Na vrcholu svahu po stranách Kaple u Sv. Kříže. Dnes na místě roste už jen jedna z lip. Menší exemplář s obvodem kmene 287 cm byl poškozen při vichřici 18. ledna 2007. Prasklina zhoršila již tak dost špatný zdravotní stav stromu a jeho ochrana byla následně 16. února 2007. Poškozená lípa byla následně pokácena. |
| Lípa na Kácku                                                |                          | Sázava 49°52′44″ s. š., 14°54′38″ v. d.                 | lípa malolistá                                          | 380 | 104213 Q26789170 | Kategorie „Lípa Na Kácku (Sázava)“ na Wikimedia Commons                | Roste v parku v ulici Na Kácku, za bytovými domy u skláren Kavalier. V těsné blízkosti stromu na SV se nachází další tabulí označená lípa, v registru ÚSOP je však uveden pouze jeden strom. |
| Lípa v Kondraci †                                            |                          | Sázava                                                  | lípa malolistá                                          | 425 | 104571           |                                                                        | Zrušena ochrana (k 22: únoru 2011), rozhodnutí o zrušení nedoručeno |
| Dubová alej v Bělokozlech                                    |                          | Sázava 49°51′38″ s. š., 14°54′17″ v. d.                 | dub letní                                               | & Chyba ve výrazu: Neočekávaný operátor / Chyba ve výrazu: Neočekávaný operátor / Chyba ve výrazu: Neočekávaný operátor / Chyba ve výrazu: Neočekávaný operátor / Chyba ve výrazu: Neočekávaný operátor / Chyba ve výrazu: Neočekávaný operátor / Chyba ve výrazu: Neočekávaný operátor / Chyba ve výrazu: Neočekávaný operátor / Chyba ve výrazu: Neočekávaný operátor / Chyba ve výrazu: Neočekávaný operátor / Chyba ve výrazu: Neočekávaný operátor / Chyba ve výrazu: Neočekávaný operátor / Chyba ve výrazu: Neočekávaný operátor / Chyba ve výrazu: Neočekávaný operátor / Chyba ve výrazu: Neočekávaný operátor / -1.0000-0 | 103978 Q26790858 | Kategorie „Duby u Sedliště“ na Wikimedia Commons                       | 600 m jihozápadně od dvora Sedliště podél lesní cesty, okraj smrkového porostu. 15 chráněných stromů (18 v řadě bez infotabule). V databázi AOPK duplicitní s 104226. Stromy jsou v různé míře poškozeny bleskem, mají ulámané i silnější větve, některé ve větší míře trouchniví ve kmeni, byly nalezeny i plodnice sírovce žlutooranžového. |
| Slavětínský buk (x)                                          |                          | Slavětín u Načeradce 49°34′29″ s. š., 14°55′25″ v. d.   | buk lesní                                               | 550 | 104246           |                                                                        | Připravuje se návrh na vyhlášení. Roste u křížku před obcí u silnice od Načeradce. |
| Komornické duby                                              |                          | Slavkov 49°40′19″ s. š., 14°36′5″ v. d.                 | dub letní (12)                                          | 259, 640, 278, 217, 438, 244, 378, 266, 345, 447, 256, 425 | 105327 Q26790984 | Kategorie „Komornické duby“ na Wikimedia Commons                       | Na hrázi rybníka Komornice na dohled od naučné stezky Po stopách Sidonie Nádherné roste celkem 12 památných stromů. Nejmohutnější ze všech je druhý strom v řadě odleva (při pohledu od rybníka); v roce 2017 měl dvě kosterní větve, několik odlomených i silnějších větví, jedna ještě ležela u kmene. V jednom místě mezi kořenovými náběhy staré plodnice houby. |
| Soutická lípa                                                |                          | Soutice 49°43′38″ s. š., 15°2′59″ v. d.                 | lípa malolistá                                          | 609 | 104251 Q26789188 |                                                                        | Roste u silnice do Černýše u sochy sv. Anny. Kmen s velkými boulemi se dělí na 4 hlavní větve. Mohutná sekundární koruna ve vrcholových partiích prosychá, středový kmen je z větší části suchý. V koruně umístěny bezpečnostní vazby, které již neplní svoji funkci. |
| Pecínovské duby                                              |                          | Struhařov u Benešova 49°44′57″ s. š., 14°44′ v. d.      | dub letní (2)                                           | 520,610 | 104250 Q26779895 | Kategorie „Dva duby letní u Pecínova“ na Wikimedia Commons             | Na levé straně silnice Líšno–Budkov u dvora Pecínov. Jeden z dubů má patu kmene zasypanou asfaltem. V roce 2016 dosti proschlá koruna, při patě kmene od silnice do cca 1 m odřená borka, v okrajích rány silný kalus, dřevo ještě pevné, porostlý břečťanem. Kmen druhého stromu se v 7 m dělí na dvě hlavní větve. v roce 2016 pod hlavním větvením zhojené rány po odstraněných větvích, silné výmladky, v koruně zlomená silnější větev, menší procento suchých větví ve vrcholu.                |
| Lípa ve Střezimíři                                           |                          | Střezimíř 49°31′54″ s. š., 14°36′42″ v. d.              | lípa velkolistá                                         | 557 | 105326 Q26789791 | Kategorie „Lípa ve Střezimíři“ na Wikimedia Commons                    | V obci na návsi pod kostelem sv. Havla u žlutě značené turistické stezky a cyklotrasa 1059A. V roce 2003 byla v horní části koruny instalována bezpečnostní vazba a proveden zdravotní a bezpečnostní řez. |
| Lípa ve Světlé (x)                                           |                          | Světlá pod Blaníkem                                     | ?                                                       | 353 | 104577           |                                                                        | Dosud nebyla vyhlášena |
| Dub letní                                                    |                          | Trhový Štěpánov 49°42′38″ s. š., 15°0′31″ v. d.         | dub letní                                               | 347 | 106462           |                                                                        | Na pozemku p.č. 786 u domu č.p. 160 v západní části města Trhový Štěpánov. |
| Javor v Třemošnici †                                         |                          | Třemošnice 49°49′2″ s. š., 14°52′5″ v. d.               | javor mléč                                              | 415 | 104224 Q26789176 |                                                                        | Na zahradě domu čp. 12. Strom se silnými kořenovými náběhy, ve 4 m se kmen dělí na 3 větve. V roce 2002 zarovnán pahýl po odlomení kosterní větve, zdravotní řez, zastřešení 3 kmenových dutin stříškou. Je možné, že strom již neexistuje. Souřadnice nepřesné, podle aktuálních leteckých snímků jeden mohutný strom na místě chybí. Ochrana zrušena 07.03.2012. |
| Kozlovický dub                                               |                          | Týnec nad Sázavou 49°49′15″ s. š., 14°35′49″ v. d.      | dub letní                                               | 470 | 104809 Q26789415 | Kategorie „Kozlovický dub“ na Wikimedia Commons                        | Dub roste na pravém břehu posledního pravostranného přítoku Janovického potoka, 5 m od komunikace Týnec nad Sázavou – Krusičany po které vede cyklistická trasa 0063. K dubu vede i odbočka naučné stezky Týnec nad Sázavou. |
| Uhřický dub (x)                                              |                          | Uhřice u Sedlce                                         | buk lesní                                               | 610 | 104238           |                                                                        | Kmen je poškozený, zavaluje, suchý terminál, u paty kmene je dutina, plodí. Není označen. u rybníčku u cesty Sedlec–Uhřice |
| Javor klen ve Vítonicích                                     |                          | Vítonice 49°37′11″ s. š., 15°10′41″ v. d.               | javor klen                                              | 376 | 106474           |                                                                        | V zahradě, při okraji hospodářství jako významný hraniční bod či rodový strom. |
| Dub u Valchy                                                 |                          | Vlašim 49°42′12″ s. š., 14°53′13″ v. d.                 | dub letní                                               | 590 | 105555 Q26790130 | Kategorie „Dub u Valchy“ na Wikimedia Commons                          | Na svažitém pozemku mezi ulicemi U Valchy a Velíšská u cyklistické trasy 0069. |
| Dub u Čechova                                                |                          | Vlašim 49°43′5″ s. š., 14°54′46″ v. d.                  | dub letní                                               | 603 | 104215 Q26789172 | Kategorie „Dub u Čechova“ na Wikimedia Commons                         | Mohutný solitérní strom s pěknou korunou u cesty z Vlašimi ke statku Čechov. |
| Jilm u Červené věže                                          |                          | Vlašim 49°41′7″ s. š., 14°54′33″ v. d.                  | jilm vaz                                                | 368 | 104214 Q26789171 | Kategorie „Jilm u Červené věže“ na Wikimedia Commons                   | U střelnice u Červené věže. |
| Lípa u Domašínské zámecké brány                              |                          | Vlašim 49°42′45″ s. š., 14°53′2″ v. d.                  | lípa malolistá                                          | 474 | 104211 Q26789167 | Kategorie „Lípa u Domašínské zámecké brány“ na Wikimedia Commons       | U Domašínské zámecké brány. |
| Dub u Vojkova                                                |                          | Vojkov u Votic 49°39′17″ s. š., 14°30′39″ v. d.         | dub letní                                               | 638 | 104248 Q26789185 | Kategorie „Dub u Vojkova“ na Wikimedia Commons                         | U kapličky za obcí. Kolem vede cyklistická trasa 112. Koruna se rozvětvuje z jednoho bodu, konce větví jsou silně proschlé. V roce 2016 koruna stromu silně proschlá, na kmeni stopy po plodnicích sírovce žlutooranžového, jehož čerstvé plodnice byly nalezeny v dutinách kořenových náběhů spolu s plodnicemi pstřeně dubového, který je i na dalších místech při bázi kmene. Zde je také kolonie starých plodnic pravděpodobně rezavce kořenového.                                               |
| Lípa u Vojkova                                               |                          | Vojkov u Votic 49°39′31″ s. š., 14°31′53″ v. d.         | lípa malolistá                                          | 430 | 104249 Q26789186 | Kategorie „Lípa u Vojkova“ na Wikimedia Commons                        | Strom se nachází severně od silnice Votice–Příbram na kraji remízu. V roce 2003 na kmeni prasklina V roce 2017 prasklina na kmeni na užších místech srůstá. V koruně několik silnějších ulomených větví, pahýly po nich odumírají, na jednom z nich zaznamenány plodnice neurčené houby, k silnici suchá větev, ve vrcholu koruny drobnější listy, tlakové větvení. |
| Smrk ztepilý †                                               |                          | Vojkov u Votic                                          | smrk ztepilý                                            | & Chyba ve výrazu: Neočekávaný operátor / Chyba ve výrazu: Neočekávaný operátor / Chyba ve výrazu: Neočekávaný operátor / Chyba ve výrazu: Neočekávaný operátor / Chyba ve výrazu: Neočekávaný operátor / Chyba ve výrazu: Neočekávaný operátor / Chyba ve výrazu: Neočekávaný operátor / Chyba ve výrazu: Neočekávaný operátor / Chyba ve výrazu: Neočekávaný operátor / Chyba ve výrazu: Neočekávaný operátor / Chyba ve výrazu: Neočekávaný operátor / Chyba ve výrazu: Neočekávaný operátor / Chyba ve výrazu: Neočekávaný operátor / Chyba ve výrazu: Neočekávaný operátor / Chyba ve výrazu: Neočekávaný operátor / -1.0000-0 | 105049           |                                                                        | Při polní cestě do Vysoké, za mostem přes Mastník. Památný strom zrušen k 26. dubnu 1995. |
| Kališťský dub                                                |                          | Votice 49°39′44″ s. š., 14°41′46″ v. d.                 | dub letní                                               | 446 | 106277 Q73601923 | Kategorie „Kališťský dub“ na Wikimedia Commons                         | V remízu uprostřed pastvin na území přírodního parku Džbány-Žebrák, východně od sídla Kaliště. Mohutný vzrostlý strom s rozložitou korunou tvořící významnou krajinnou dominantu. |
| Rosolův jasan †                                              |                          | Votice 49°38′35″ s. š., 14°38′26″ v. d.                 | jasan ztepilý                                           | 287 | 104208 Q26789163 | Kategorie „Rosolův jasan“ na Wikimedia Commons                         | Na zahradě u čp. 124 v ulici Horní. Ochrana stromu zrušena roce 2019. |
| Votický javor                                                |                          | Votice 49°37′37″ s. š., 14°38′22″ v. d.                 | javor klen                                              | 273 | 105102 Q26789675 | Kategorie „Votický javor“ na Wikimedia Commons                         | Na Polském vrchu nad Voticemi. V roce 2017 nízký kmen se širokými náběhy, pravidelná koruna s minimem suchých větví, zdravý, krajinná dominanta, ochranné pásmo vyznačeno ohradníkem zamezujícím vstup pasoucího se dobytka. |
| Záhoříčské stromy                                            |                          | Votice 49°36′2″ s. š., 14°42′37″ v. d.                  | dub letní(1) hrušeň obecná(1)                           | & Chyba ve výrazu: Neočekávaný operátor / Chyba ve výrazu: Neočekávaný operátor / Chyba ve výrazu: Neočekávaný operátor / Chyba ve výrazu: Neočekávaný operátor / Chyba ve výrazu: Neočekávaný operátor / Chyba ve výrazu: Neočekávaný operátor / Chyba ve výrazu: Neočekávaný operátor / Chyba ve výrazu: Neočekávaný operátor / Chyba ve výrazu: Neočekávaný operátor / Chyba ve výrazu: Neočekávaný operátor / Chyba ve výrazu: Neočekávaný operátor / Chyba ve výrazu: Neočekávaný operátor / Chyba ve výrazu: Neočekávaný operátor / Chyba ve výrazu: Neočekávaný operátor / Chyba ve výrazu: Neočekávaný operátor / -1.0000-0 | 106276 Q76810002 |                                                                        | Jihovýchodně od sídla Záhoříčko, v ploše rozsáhlejší sečené louky, nedaleko lesního porostu. Mohutné vzrostlé stromy se solitérním efektem, které jsou významnou krajinnou dominantou. |
| Buk lesní u dolního Částrovického rybníka                    |                          | Vracovice 49°39′16″ s. š., 14°55′ v. d.                 | buk lesní                                               | 441 | 104231 Q26789180 | Kategorie „Částrovický buk“ na Wikimedia Commons                       | U Dolního Částrovického rybníka, na okraji lesa pod hrází na hranici přírodní památky Částrovické rybníky. Význačný strom s mírně asymetricky rozvinutou korunou. |
| Lípy ve Větrově                                              |                          | Vysoký Újezd 49°49′4″ s. š., 14°28′52″ v. d.            | lípa malolistá (4)                                      | & Chyba ve výrazu: Neočekávaný operátor / Chyba ve výrazu: Neočekávaný operátor / Chyba ve výrazu: Neočekávaný operátor / Chyba ve výrazu: Neočekávaný operátor / Chyba ve výrazu: Neočekávaný operátor / Chyba ve výrazu: Neočekávaný operátor / Chyba ve výrazu: Neočekávaný operátor / Chyba ve výrazu: Neočekávaný operátor / Chyba ve výrazu: Neočekávaný operátor / Chyba ve výrazu: Neočekávaný operátor / Chyba ve výrazu: Neočekávaný operátor / Chyba ve výrazu: Neočekávaný operátor / Chyba ve výrazu: Neočekávaný operátor / Chyba ve výrazu: Neočekávaný operátor / Chyba ve výrazu: Neočekávaný operátor / -1.0000-0 | 104223 Q26779914 |                                                                        | Čtyři památné lípy rostou ve Větrově u křížku u domu čp. 27. Stav v roce 2017 největší z lip – cca před 10 lety proveden redukční řez, koruna zmladila i z osvětlených větví, dutina v celém kmeni, ve kmeni růstová deprese, výtok. Nad úžlabím se odlomila část kosterní větve, větev nad tímto zlomem silně poškozená, úžlabí nestabilní, instalovány tři vazby. |
| Lípa ve Zdislavicích                                         |                          | Zdislavice u Vlašimi 49°41′8″ s. š., 14°58′37″ v. d.    | lípa malolistá                                          | 356 | 104222 Q26789175 | Kategorie „Lípa ve Zdislavicích“ na Wikimedia Commons                  | Zahrada domu čp. 35 |
| Jalovec u Ondřejovce †                                       |                          | Zvěstov                                                 | jalovec obecný                                          | 70 | 104247           |                                                                        | Cca 300 m západně od Ondřejovce na pastvině; při vichřici v lednu 2007 zlomen až u země (formálně nebyl zrušen status památného stromu) |

,